# Sint-Annarei
De Sint-Annarei is een waterloop en een straat in het centrum van Brugge. De rei loopt van de samenkomst met de Groenerei en de Coupure tot aan de Spiegelrei. De gelijknamige straat ligt op de oostelijke oever en loopt van het Minneboplein en de Leffingestraat tot aan de Carmersbrug. Op de westelijke oever ligt de Verversdijk. De Sint-Annarei wordt overspannen door de Molenbrug, Sint-Annabrug en Strobrug.

## Geschiedenis
De naam "Sint-Annarei" verwijst naar de in het oosten aangrenzende wijk en parochie Sint-Anna. Oorspronkelijk heette de straat Sint-Annarei "Schottendijk", naar de daar gevestigde Schotse koopmannen.
Over de kunstmatigheid van de Sint-Annarei bestaat weinig duidelijkheid. Mogelijk is het de kanalisering van de benedenloop van het Vuldersreitje, een waterloopje dat vanuit Assebroek kwam. Vanaf 1127 maakte de Sint-Annarei deel uit van de eerste stadsomwalling van Brugge. Nabij de Molenbrug stond de Oude Molenpoort. Tussen 1623 en 1855 was de Sint-Annarei onderdeel van het kanaal tussen Oostende, Brugge en Gent. Daarna nam de Ringvaart deze rol over. In 1750 werden alle bruggen over de Sint-Annarei vervangen door houten (en later ijzeren) draaibruggen, om de doorvaart voor grotere schepen mogelijk te maken. In de jaren 1970 werden de bruggen weer vervangen door de huidige stenen bruggen.
Van de middeleeuwse handelsactiviteiten getuigt nog het voormalig pakhuis nummer 4. Voorts telde de straat een tweetal voorname brouwerijen: brouwerij Den Hert, in het huis nummer 17, en brouwerij Den Arend, later brouwerij Aigle Belgica, in de panden nummers 23-27.
Het rococohuis op het nummer 22 van de Sint-Annarei werd in de negentiende/twintigste eeuw bewoond door dokter en kunstverzamelaar Désiré De Meyer, zoon van de chirurg en kunstverzamelaar Isaac De Meyer, en na hem door de oorlogspiloot en brouwer André De Meulemeester. 
Dit huis en de er naast lopende Blekersstraat waren het decor voor twee bekende films: L'Empreinte de Dieu, naar het gelijknamige boek (Prix Goncourt 1936) van Maxence Van der Meersch, en The Nun's Story, een film van Fred Zinnemann met Audrey Hepburn.

## Beelden van de Sint-Annarei

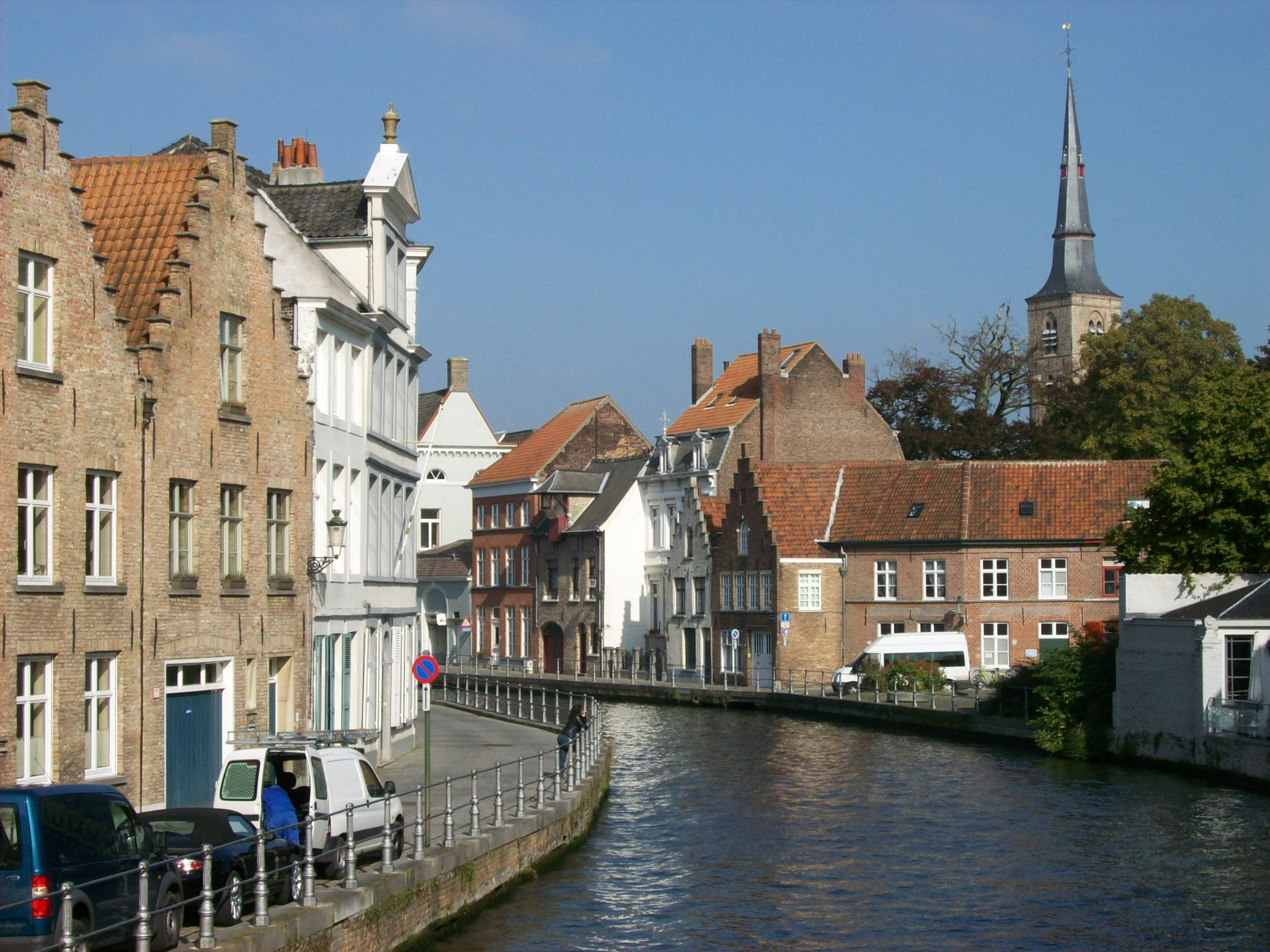
De Sint-Annarei vanop de Molenbrug, met rechts op de achtergrond de toren van de Sint-Annakerk.
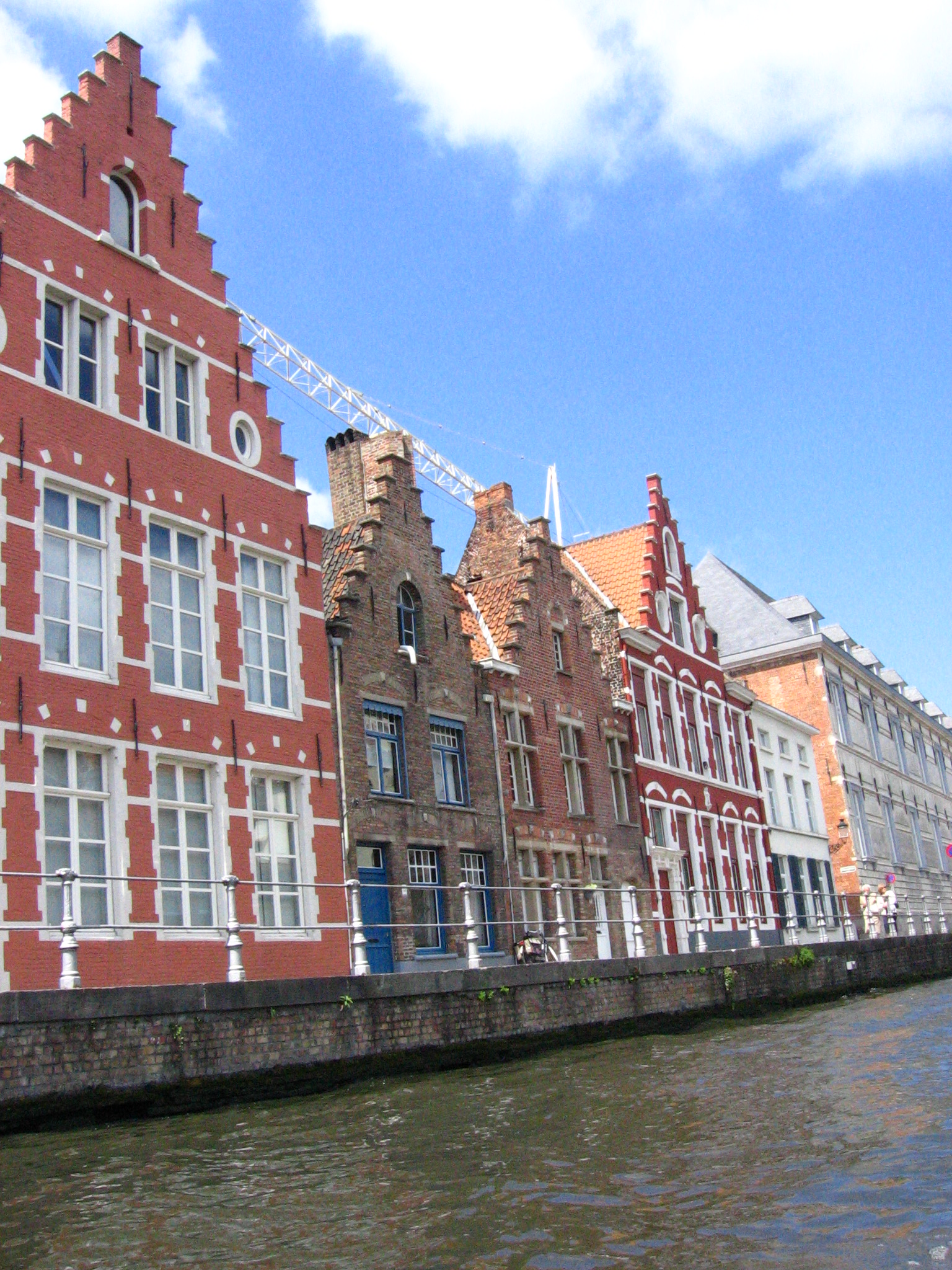
Enkele gevels aan de Verversdijk.
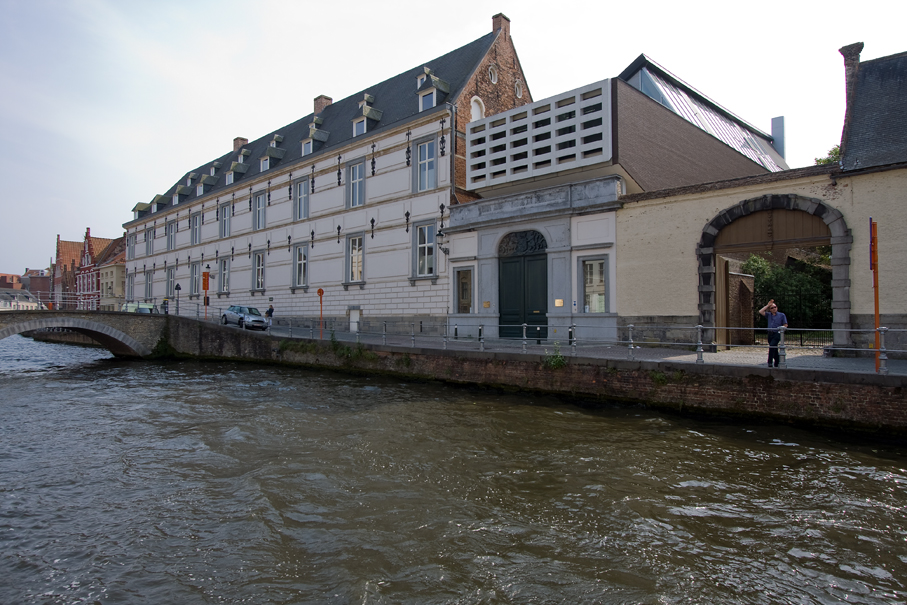
Het Europacollege campus Verversdijk, langs de Verversdijk, overkant van de straat Sint-Annarei.
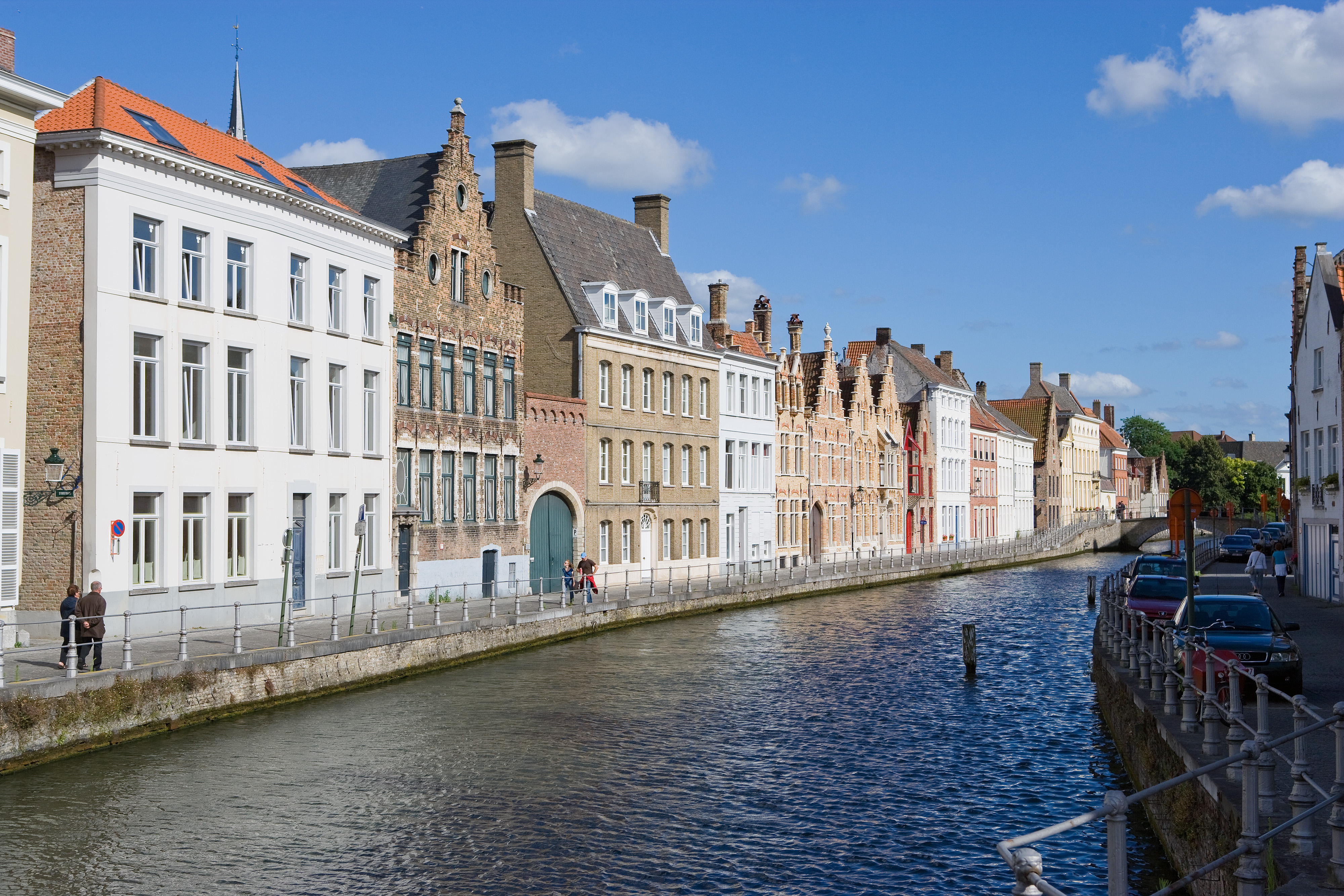
De Sint-Annarei vanop de Strobrug.
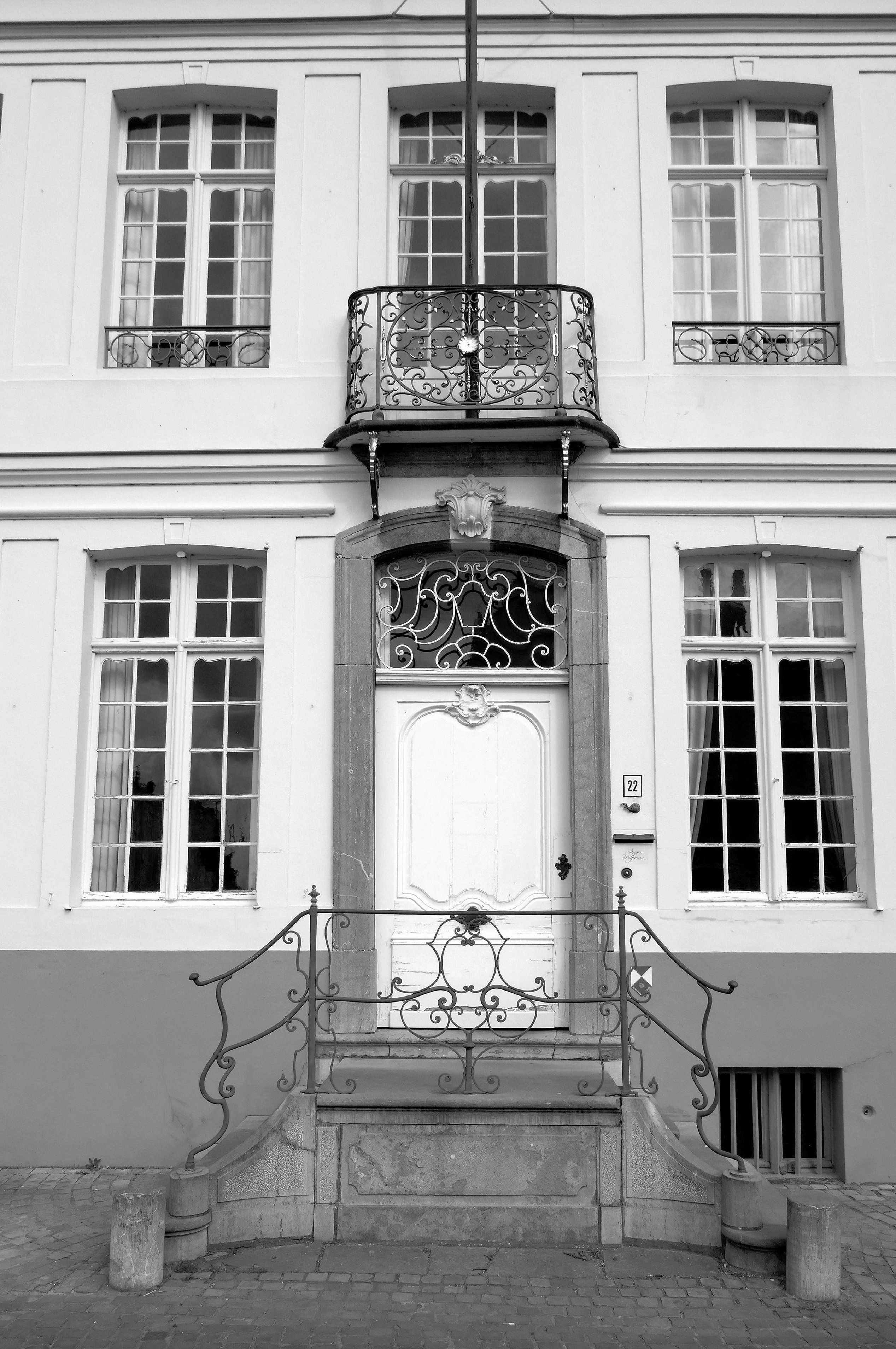
Het rococohuis op de Sint-Annarei

## Bekende bewoners
- Jules Busschop
- Luc Calliauw
- Prosper De Cloedt
- Alphonse De Meulemeester
- André De Meulemeester
- Leon De Meulemeester
- Victor De Meulemeester
- Désiré De Meyer
- René Pannier
- Achiel Van Acker
- Erik Van Biervliet